# Gerald Glatzmayer
Gerald Glatzmayer est un footballeur autrichien né le 14 décembre 1968 à Vienne, mort le 11 janvier 2001 à Schwechat qui évoluait au poste de milieu offensif à l'Austria Vienne et en équipe d'Autriche.
Glatzmayer a marqué un but lors de ses six sélections avec l'équipe d'Autriche entre 1988 et 1990.

## Carrière
- 1985-1987 : Austria Vienne
- 1987-1990 : First Vienna FC
- 1990-1994 : Admira Wacker
- 1993-1994 : Favoritner AC
- 1994-1996 : VSE Skt Pölten
- 1995-1998 : SV Schwechat
- 1998-1999 : SC-ESV Parndorf

## Palmarès

### En équipe nationale
- 6 sélections et 1 but avec l'équipe d'Autriche entre 1988 et 1990.

### Avec l'Austria Vienne
- Vainqueur du Championnat d'Autriche de football en 1986.
- Vainqueur de la Coupe d'Autriche de football en 1986.